# Rubus bochumensis
Rubus bochumensis är en rosväxtart som beskrevs av G.H.Loos. Rubus bochumensis ingår i släktet rubusar, och familjen rosväxter. Inga underarter finns listade i Catalogue of Life.